# Боронин, Никифор Данилович
Ники́фор Дани́лович Боро́нин (1901—1961) — советский военнослужащий; участник Великой Отечественной войны, Герой Советского Союза (1944), сержант.

## Биография
Никифор Данилович Боронин родился 22 апреля (5 мая) 1901 года в селе Митрофаново Чембарского уезда Пензенской губернии (ныне — Башмаковского района Пензенской области) в крестьянской семье. Получив начальное образование, работал в колхозе. В 1920—1924 годах проходил срочную службу в Рабоче-крестьянской Красной Армии, после чего вернулся в родную деревню.
Никифор Данилович вновь был призван в Красную Армию Башмаковским районным военкоматом Пензенской области в январе 1942 года и направлен в 179-ю стрелковую дивизию 22-й армии Калининского фронта. Участвовал в боях под городом Белый. В августе 1942 года с остатками дивизии вышел из окружения. После этого дивизия была доукомплектована и в октябре 1942 года вошла в состав 43-й армии Калининского фронта (с 20 октября 1943 года — 1-го Прибалтийского фронта). До августа 1943 года дивизия занимала оборону в Духовщинском, затем Пречистенском районах Смоленской области. В августе 1943 года Н. Д. Боронин участвовал в Смоленской операции. 31 августа 1943 года Никифор Данилович был ранен. Он быстро вернулся в строй, но в ноябре 1943 года вновь получил ранение в боях под Витебском. После возвращения в часть зимой — весной 1944 года Н. Д. Боронин участвовал в Витебской наступательной операции. До лета 1944 года дивизия вела оборонительные бои на Витебском направлении.
23 июня 1944 года началась операция «Багратион». Командир стрелкового отделения сержант Н. Д. Боронин особо отличился в ходе её составной части — Витебско-Оршанской операции. 23 июня 1944 года при прорыве немецкой обороны в районе деревни Замошье Никифор Данилович первым ворвался в траншеи врага и лично уничтожил пятерых немецких солдат. Развивая успех, Боронин со своим отделением первым ворвался в Шумилино и уничтожил 13 солдат противника и четырёх взял в плен. При форсировании Западной Двины под сильным огнём противника рядовой Н. Д. Боронин первым бросился в воду и своим примером увлёк отделение за собой. При захвате плацдарма на западном берегу реки Никифор Данилович уничтожил ещё несколько немцев, в том числе двух снайперов. 22 июля 1944 года сержанту Никифору Даниловичу Боронину указом Президиума Верховного Совета СССР было присвоено звание Героя Советского Союза с вручением ордена Ленина и медали «Золотая Звезда» № 7776.
В последующих боях Никифор Данилович был тяжело ранен, лечился в госпитале. После окончания Великой Отечественной войны демобилизован и вернулся в родную деревню. Работал в колхозе на различных хозяйственных должностях. 26 октября 1961 года Никифор Данилович скончался. Похоронен в селе Митрофаново Башмаковского района Пензенской области.

## Награды
- Медаль «Золотая Звезда» (22.07.1944);
- орден Ленина (22.07.1944);
- медали.

## Память
- Бюст Героя Советского Союза Н. Д. Боронина установлен на аллее Славы в посёлке Башмаково Пензенской области.
- Мемориальная доска в честь Героя Советского Союза Н. Д. Боронина установлена на здании школы в селе Митрофаново Пензенской области.
- Имя Героя Советского Союза Н. Д. Боронина увековечено на обелиске в селе Митрофаново Пензенской области.

## Документы
- Общедоступный электронный банк документов «Подвиг Народа в Великой Отечественной войне 1941—1945 гг.» Архивировано 13 марта 2012 года.

Представление к званию Героя Советского Союза. Архивировано 16 мая 2013 года.
Указ Президиума Верховного Совета СССР о присвоении звания Героя Советского Союза. Архивировано 16 мая 2013 года.